# 2011年航空
此條目列出2011年發生有關航空運輸的事件。

## 事件

### 1月
- 1月1日：發生科加雷姆航空348號班機事故，導致機上3人死亡43人受傷。
- 1月9日：發生伊朗航空277號班機空難，導致機上77人死亡28人受傷。

### 2月
- 2月10日：發生Manx2航空7100號班機空難，導致機上6人死亡6人受傷。

### 3月
- 3月20日：波音747-8進行首飛。

### 4月
- 4月1日：發生西南航空812號班機事故，導致機上2人受傷。

### 5月
- 5月7日：發生印尼鴿記航空8968號航班空難，導致機上25人全部罹難。
- 5月18日：發生太陽航空5428號班機空難，導致機上22人全部罹難。

### 6月
- 6月17日：發生韓國士兵誤向客機開火事件，沒有人受傷。
- 6月20日：發生RusAir 9605號班機空難，導致機上45人死亡7人受傷。

### 7月
- 7月8日：發生荷瓦波拉航空952號航班空難，導致機上74人死亡40人受傷。
- 7月28日：發生韓亞航空991號班機空難，導致機上2人全部死亡。
- 7月30日：發生加勒比航空523號班機事故，導致機上1人受重傷。

### 8月
- 8月13日：發生吉祥航空1112號班機拒絕避讓事件，沒有人受傷。
- 8月20日：發生第一航空6560號班機空難，導致機上12人死亡3人受傷。
- 8月28日：內蒙古自治區興安盟阿爾山伊爾施機場啟用。
- 8月29日：甘肅省金昌市金昌金川機場啟用。

### 9月
- 9月7日：發生2011年雅羅斯拉夫爾空難，導致機上44人死亡1人受傷。

### 10月
- 10月10日：科里斯科國際機場（英语：Corisco International Airport）啟用。
- 10月18日：新墨西哥州謝拉縣美國航天港啟用。
- 10月20日：西努沙登加拉省龍目國際機場啟用。
- 10月31日：阿卜杜勒·馬吉德·本·阿卜杜拉茲王子國際機場（英语：Prince Abdul Majeed bin Abdulaziz International Airport）啟用。

### 11月
- 11月1日：甘肅省張掖市張掖甘州機場啟用。
- 11月1日：發生LOT波蘭航空16號班機事故，沒有人受傷。

### 12月
- 12月15日：廣東省揭陽市揭陽潮汕國際機場啟用，原有的汕頭外砂機場隨即關閉。
- 12月19日：奈比多國際機場啟用。
- 12月30日：內蒙古自治區巴彥淖爾市巴彥淖爾天吉泰機場啟用。